# شيريكا إبس
شيريكا إبس (بالإنجليزية: Shareeka Epps)‏ هي ممثلة أمريكية، ولدت في 11 يوليو 1989 ببروكلين في الولايات المتحدة.

## أعمال

### أفلام
- (2007)  قداسة[1][2][3]
- (2009) أم وطفل[4]

## وصلات خارجية
- شيريكا إبس على موقع IMDb (الإنجليزية)
- شيريكا إبس على موقع ألو سيني (الفرنسية)
- شيريكا إبس على موقع أول موفي (الإنجليزية)
- شيريكا إبس على موقع قاعدة بيانات الأفلام السويدية (السويدية)
- شيريكا إبس على موقع قاعدة بيانات الفيلم (الإنجليزية)
- شيريكا إبس على موقع كينوبويسك (الروسية)